# 613813 Svevastallone
613813 Svevastallone este o planetă minoră (asteroid) din centura de asteroizi. A fost descoperită pe 19 septembrie 2007 la  de . 
Obiectul prezintă o orbită caracterizată de o semiaxă mare de 2,7761776897733 UAi, o excentricitate de 0,21466953356804, o înclinație de 3,7055739016837 ° în raport cu ecliptica.